# Chi ha paura di Virginia Woolf?
Chi ha paura di Virginia Woolf? (Who's afraid of Virginia Woolf?) è un dramma teatrale che ha debuttato a Broadway nel 1962 ed è tuttora plurirappresentato in tutto il mondo.
Tra le opere del drammaturgo statunitense Edward Albee è sicuramente quella più conosciuta al grande pubblico, pur non avendo ricevuto, come invece tre altre successive, il Premio Pulitzer per la drammaturgia.
Nel 1966 ne è stato tratto un film, interpretato da Richard Burton ed Elizabeth Taylor nei ruoli dei protagonisti, per la regia di Mike Nichols, suo primo film.

## La trama
Martha e George sono una coppia di docenti universitari rispettivamente di 52 e 46 anni, che ha invitato a casa un giovane collega di lui, Nick, docente di biologia, e sua moglie Honey. L'azione del dramma si svolge durante la notte di un sabato, dopo aver partecipato a una festa in casa del padre di lei, rettore di un college del New England, l'inesistente New Carthage. 
Tra un bicchiere e l'altro, complici l'ora tarda e i fumi dell'alcol, i quattro si addentrano in una specie di "gioco delle verità" che porta le due coppie a mettere a nudo tutto di sé, soprattutto dei due padroni di casa. Martha sostanzialmente accusa George di essere un fallito che solo grazie a suo padre è riuscito a ottenere una posizione accademica: George, che non si è mai preoccupato di fare carriera, dopo decenni è ancora un semplice docente incaricato di storia, mentre sarebbe potuto subentrare al suocero, o quanto meno arrivare a dirigere il suo dipartimento. Egli accusa Martha di essere una bambina viziata buona a nulla. Entrambi approfittano dell'ingenuità dei loro due giovani ospiti per prendersi gioco di loro e dei loro problemi di coppia, quasi "invidiati" nella loro leggerezza di fronte ai cocci di un matrimonio ormai in pezzi come quello di Martha e George. Nick farà capire a George di essersi sposato per interesse, benché inizialmente sostenga di averlo fatto perché Honey pareva essere rimasta incinta (in realtà si trattava di una gravidanza isterica).
George e Martha decidono di coinvolgere gli ignari ospiti in alcuni "giochi" denominati in vario modo: Umiliare il padrone di casa, Farsi la padrona di casa, Colpire gli ospiti, Allevare il bambino. Ma soprattutto Martha e George fingono di avere un figlio adolescente e da anni la regola principale del gioco è quella di non svelare agli estranei questo loro segreto. 
Verso la fine del primo atto, Martha attacca con veemenza George sostenendo che sia un fallito totale che, addirittura, avrebbe ucciso, seppure accidentalmente, la madre con un'arma da fuoco ed il padre mentre gli stava impartendo lezioni di guida, anche se non è chiaro se questo sia vero o un'invenzione. Inoltre Martha decide di violare la regola di non menzionare l'esistenza del "figlio", nonostante George le avesse intimato di non farlo, pena conseguenze "devastanti". La "guerra totale" tra i due include anche il tentativo di seduzione da parte della padrona di casa nei confronti del giovane e avvenente biologo, di fronte al quale George ostenta indifferenza, nonostante gli susciti in realtà una fortissima irritazione, che fatica a contenere. 
Quando Martha e Nick si appartano in camera, anche se non riescono a portare a termine il loro adulterio per la défaillance sessuale di Nick, dovuta probabilmente all’altissimo tasso alcolico della serata, George decide di mettere in atto la sua vendetta nei loro confronti. Da una parte rivela all'ignara Honey che il marito l'ha sposata solo per il suo denaro, dall'altra decide di passare al gioco Allevare il bambino, l'ultimo della serata. Esso prevede sostanzialmente la comunicazione alla moglie che il loro figlio è deceduto in un incidente automobilistico. Martha a questo punto si dispera, e accusa il marito di crudeltà per aver posto fine alla loro illusione di genitorialità. Tuttavia, dopo che la giovane coppia di ospiti ha abbandonato sconvolta la casa, Martha e George danno l'impressione che, amandosi nonostante tutto, siano pronti a creare dei nuovi "giochi" che permettano loro di portare avanti la loro relazione.

## Il ruolo di Virginia Woolf
La figura di Virginia Woolf non ha alcuna attinenza con il dramma: il titolo è un gioco di parole con la canzoncina Chi ha paura del lupo cattivo? (Who's Afraid of the Big Bad Wolf?) della fiaba de i tre porcellini, che George e Martha canticchiano di quando in quando, evocando con essa il "lupo cattivo" presente nella loro esistenza, e al contempo la "Virginia Woolf" che c'è in loro, squilibrata e suicida come il loro matrimonio, anche se talora la coppia più giovane pare essere una rappresentazione onirica, una versione alternativa di Martha e George, partorita dalla mente dei due.

## Rappresentazioni

### A Broadway
Who's afraid of Virginia Woolf? debuttò al Billy Rose Theatre il 13 ottobre 1962 e rimase in scena per 664 repliche. Alan Schneider curava la regia e il cast originale era composto da Uta Hagen (Martha), Arthur Hill (George), Melinda Dillon (Honey) e George Grizzard (Nick). Data la durata del dramma (oltre 3 ore), questo cast non recitava anche nelle due pomeridiane, ma appariva soltanto nei sei spettacoli serali settimanali; il cast della matinee comprendeva: Kate Reid (Martha), Shepperd Strudwick (George), Avra Petrides (Honey) e Bill Berger (Nick). Il dramma rimase in scena per oltre un anno, fino al 16 maggio 1964, e nel corso delle repliche vennero effettuate alcune sostituzioni: Henderson Forsythe sostituì Hill nel ruolo di George, mentre Mercedes McCambridge ed Elaine Stritch seguirono le orme della Hagen nella parte di Martha. Il dramma fu candidato a sei Tony Award, vincendone cinque: migliore opera di prosa, miglior attore protagonista (Hill), miglior attrice protagonista (Hagen), miglior attrice non protagonista (Dillon) e miglior regia (Shneider).
Nel 1976 lo stesso Albee diresse il primo revival di Broadway del suo dramma. Il nuovo allestimento, debuttato al Music Box Theatre, rimase in scena per 120 repliche dal 30 marzo all'11 luglio. Facevano parte del cast: Colleen Dewhurst (Martha), Ben Gazzara (George), Maureen Anderman (Honey), Richard Kelton (Nick). Gazzara e Dewhurst furono candidati al Tony Award per le loro interpretazioni, mentre Albee fu candidato al Drama Desk Award al miglior regista.
Il secondo revival di Virginia Woolf? debuttò il 20 marzo 2005 al Longcare Theatre, dove rimase in scena per 177 repliche fino al 4 settembre dello stesso anno. Anthony Page dirigeva un cast composto da Kathleen Turner (Martha), Bill Irwin (George), David Harbour (Nick) e Mireille Enos (Honey). Tutti e quattro gli attori furono candidati al Tony Award ed Irwin vinse il Tony Award al miglior attore protagonista in uno spettacolo.
Pam MacKinnon ha diretto il terzo revival del dramma, andato in scena al Booth Theatre per 142 repliche tra il 13 ottobre 2012 e il 3 marzo 2013. Tracy Letts interpretava George, Amy Morton Marta, Carrie Coon Honey e Madison Dirks Nick. MacKinnon fu premiata con il Tony Award per la sua regia, mentre Letts vinse il Tony Award al miglior attore protagonista in uno spettacolo.
Nel 2020 Chi ha paura di Virginia Woolf? torna a Broadway prodotto da Scott Rudin con la regia di Joe Mantello, in scena al Booth Theatre con Laurie Metcalf (Martha), Rupert Everett (George), Patsy Ferran (Honey) e Russell Tovey (Nick). Dopo una settimana di anteprime cominciate il 2 marzo, il dramma è stata cancellato dal cartellone ancora prima della prima (fissata per il 9 aprile), in seguito alla chiusura di tutti i teatri di Broadway causata dalla Pandemia di COVID-19 del 2019-2021.

### A Londra
Who's Afraid of Virginia Woolf? debuttò a Londra nel 1964, in scena al Piccadilly Theatre con la regia di Alan Schneider e Uta Hagen ed Arthur Hill nei ruoli del debutto di Broadway, prima che la Hagen venisse sostituita da Constance Cummings. 
Nel 1981 andò in scena al Royal National Theatre il primo revival londinese del dramma. Joan Plowright avrebbe dovuto interpretare Martha ma, indisposta, fu sostituita da Margaret Tyzack, che vinse il Laurence Olivier Award alla miglior attrice. Il resto del cast comprendeva Paul Eddington (George), Mary Maddox (Honey) e Paul Eddington (Nick). Nancy Meckler curava la regia.
Nel 1986 David Thacker diresso un secondo revival di Virginia Woolf?, questa volta in scena al Young Vic Theatre. Facevano parte del cast Patrick Stewart (George), Billie Whitelaw (Martha), Saskia Reeves (Honey) e Matthew Marsh (Nick).
Nel 1996 Howard Davies diresse il terzo revival londinese del dramma all'Almeida Theatre. La produzione, debuttata il 25 settembre, si dimostrò un enorme successo di critica e pubblico, grazie anche alle apprezzate interpretazioni di David Suchet (George), Diana Rigg (Martha), Lloyd Owen (Nick) e Clare Holman (Honey). Con l'eccezione di Owen, l'intero cast fu candidato al Laurence Olivier Award.
Il 31 gennaio 2006 la produzione di Broadway diretta da Anthony Page debuttò all'Apollo Theatre per una stagione limitata che si concluse il 13 maggio; l'intero cast tornò a recitare il proprio ruolo: Kathleen Turner (Martha), Bill Irwin (George), David Harbour (Nick) e Mireille Enos (Honey).
il 21 febbraio 2017 un quinto revival di Virginia Woolf? è andato in scena a Londra, questa volta all'Harold Pinter Theatre. Il regista James Macdonald ha diretto il cast composto da Imelda Staunton (Marta), Conleth Hill (George), Luke Treadaway (Nick) e Imogen Poots (Honey). Il revival ha chiuso il 27 maggio. Per le loro interpretazioni Staunton e Poots sono stante candidate al Laurence Olivier Award, rispettivamente alla miglior attrice e alla miglior attrice non protagonista.

### In Italia
La prima rappresentazione in Italia (5 ottobre 1963) fu un grande evento culturale e di costume nell'ambito del Festival internazionale del teatro di prosa di Venezia: la regia era del già affermato Franco Zeffirelli e gli interpreti della coppia matura erano due grandi personalità del nostro teatro: Enrico Maria Salerno (nel ruolo di Giorgio, Premio San Genesio come miglior attore teatrale) e Sarah Ferrati (Marta), affiancati da Umberto Orsini (Nick) e Manuela Andrei (Honey).
Rimarchevole nella stagione 1985-86 la messa in scena che vide come protagonisti Anna Proclemer e Gabriele Ferzetti (versione italiana di Franco Brusati) per la regia di Mario Missiroli, con Susanna Javicoli e Roberto Alpi nei ruoli giovanili. 
Un altro importante allestimento del dramma in Italia, giocato in chiave grottesca, portò la firma di Gabriele Lavia, impegnato anche nella parte di George, accompagnato da Mariangela Melato nelle vesti di Martha. Con loro Agnese Nano (Honey) ed Emiliano Iovine (Nick). Lo spettacolo debuttò al Teatro Verdi di Pisa il 3 febbraio 2005.
Da ricordare la messa in scena di Ileana Ghione del 2003 e quella del 1977 con Lilla Brignone e Alberto Lupo che, vittima di un malore, venne poi sostituito da
Renzo Palmer.
Il testo è stato ripreso nella stagione 2015-2016 da Arturo Cirillo, con una lettura originale che l'ha visto anche protagonista, insieme a Milvia Marigliano (Martha), Valentina Picello (Honey) ed Edoardo Ribatto (Nick). Da ultimo, è stato riproposto nella stagione 2021-2022 da Antonio Latella, con interpreti Sonia Bergamasco, Vinicio Marchioni, Ludovico Fededegni e Paola Giannini.

### Altre produzioni
Mike Nichols, il regista dell'acclamata trasposizione cinematografica, ha interpretato George in una produzione del dramma in scena al Long Wharf Theatre di New Haven nel 1980, con Elaine May (Martha), Swoosie Kurtz (Honey) e James Naughton (Nick).
Nel 1989 Edward Albee ha diretto un nuovo allestimento del suo dramma, con Glenda Jackson (Martha), John Lithgow (George), Cynthia Nixon (Honey) e Brian Kerwin (Nick). La produzione, accolta tiepidamente, è andata in scena per dieci settimane al Doolittle Theatre di Los Angeles.
Nell'inverno 1992, una produzione diretta da Paul Weidner è andata in scena all'Hartford Stage Company di Hartford, con Marlo Thomas (Martha), Robert Foxworth (George), Burke Moses (Nick), Heather Ehlers (Honey).